# Sigurd Einbu
Sigurd Einbu, född den 5 november 1866 på Lesjeskogen, död den 10 maj 1946, var en norsk amatörastronom.
Einbu utexammerades 1886 från Hamars seminarium. Från 1886 var han folkskollärare i flera gudbrandsdalska bygder, således åtta år i Vågå och sedan 1896 i Dombås. Vid sidan av sitt arbete bedrev Einbu astronomiska studier och sysselsatte sig från 1903 uteslutande med föränderliga stjärnor, av vilken typ han upptäckte flera algolstjärnor och bestämde elementen av en hel del nyupptäckta, huvudsakligen algolstjärnor. Sina upptäckter och resultaten av observationerna meddelade han i Astronomische Nachrichten, en del av observationerna med tillhörande diskussion offentliggjorde han i avhandlingarna: Beobachtungen veränderlichen Sterne angestellt auf Dombaas, I-IX (Kristiania 1906-17). År 1906 tilldelades Einbu Lindemanns pris av Astronomische Gesellschaft, och från 1908 fick han ett mindre statsunderstöd, vilket 1909 utökades, så att Einbu helt kunde ägna sig åt astronomin. År 1906 utrustades han av Nansenfonden med en större kikare. Den 12 mars 1912 upptäckte Einbu Nova Geminorum 2. Sedan 1914 var han medlem av Videnskabsselskabet i Kristiania. Einbu utgav senare Gjennem stjerneverdenen. Vor sol og dens følge (1920), Gjennem Stjerneverdenen, II, Melkevejens soler, fiksstjernene (1924) og Bebodde verdener i nytt lys (1928). År 1926 erhöll han Fridtjof Nansens belønning for fremragende forskning.